# 花島喜世子
花島 喜世子（はなしま きよこ、1910年1月28日 - 没年不明）は、日本の女優、歌手である。カジノ・フォーリーに始まるエノケンこと榎本健一の歴史に公私ともに寄り添ったことで知られる。本名は古郡 キヨ（ふるごおり-）。

## 人物・来歴
1910年（明治43年）1月28日、東京市芝区高輪（現在の東京都港区高輪）に古郡キヨとして生まれる。
1929年（昭和4年）10月26日、19歳のころ、東京・浅草区の浅草水族館2階「余興場」を本拠地として設立された劇団「カジノ・フォーリー」（カジノ）の第2次が、榎本健一を代表に、間野玉三郎、中村是好、堀井英一の4人で設立され、花島はこれに参加する。

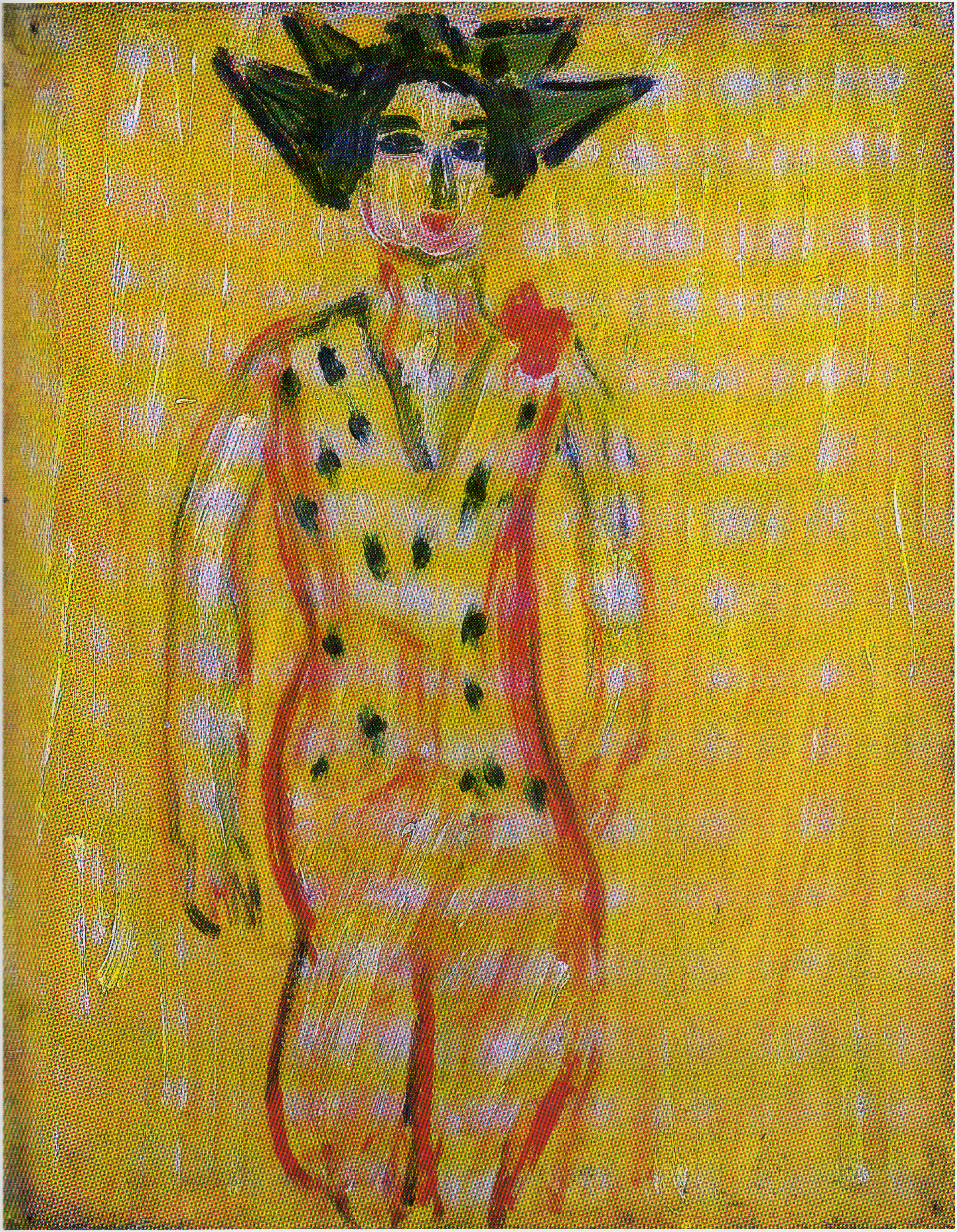
長谷川利行『酒祭り・花島喜世子』

1930年（昭和5年）ころ、近所に住み、「カジノ・フォーリー」のレヴューに足繁く通っていた洋画家の長谷川利行が、当時の花島をモデルに『酒祭り・花島喜世子』（洲之内コレクション、宮城県美術館蔵）を描いた。カジノの全盛期であり、長谷川の死の10年前の作品である。
1931年（昭和6年）12月16日、浅草区公園六区（現在の台東区浅草）に、「浅草オペラ館」が新規開場、同日、榎本健一と二村定一のダブル座長の劇団「ピエル・ブリヤント」が旗揚げされ、花島はこれに参加した。1932年（昭和7年）7月、同劇団が松竹専属となった。
このころ存在した日本蓄音器商会（現在の日本コロムビア）のマイナーレーベル「リーガルレコード」（1932年 - 1940年）から、榎本らと数枚、SPレコードをリリースしている。
1934年（昭和9年）からは、同劇団が、トーキー専門の映画会社ピー・シー・エル映画製作所（P.C.L.、現在の東宝の前身の1社）と提携し、榎本主演の映画の製作を開始、花島も団員としてこれらの作品に出演した。
榎本と結婚、一児をもうけるが、結核で夭折した。
1960年（昭和35年）1月16日、50歳を迎えるころ、日本テレビのドキュメンタリー番組『クライマックス 人生はドラマだ』（司会徳川夢声、初期カラー放送）に榎本と夫婦で出演、同日放送された。その後、榎本と離婚、榎本は再婚し、1970年（昭和45年）1月7日に榎本は満65歳で亡くなった。
花島のその後の消息は不明。

## おもなフィルモグラフィ
- 『エノケンの近藤勇』、監督山本嘉次郎、P.C.L.映画製作所、1935年10月11日 - 加納惣三郎役
- 『エノケンのちゃっきり金太 前篇』、第一話『まゝよ三度笠の巻』第二話『行きはよいよいの巻』、監督山本嘉次郎、P.C.L.映画製作所、1937年7月11日
- 『エノケンのちゃっきり金太 後篇』、第三話『帰りは怖いの巻』第四話『まてば日和の巻』、監督山本嘉次郎、P.C.L.映画製作所、1937年8月11日
- 『エノケンの鞍馬天狗』、監督近藤勝彦、東宝映画東京撮影所、1939年5月21日 - お登世役
- 『エノケンのとび助冒険旅行』、監督中川信夫、新東宝・エノケンプロ、1949年9月20日 - お母さん役

## 註
1. ↑  国立音楽大学音楽学部音楽学学科作成の資料「エノケンさんに 会い!」（2004年11月）の記述を参照。
2. ↑  宮城県美術館公式サイト内の「コレクション」の項の記述を参照。
3. ↑  帝京平成大学公式サイト内の「笑い学講座」内の記事「第32回 エノケンロッパの登場1」の記述を参照。
4. ↑  没年月日が不明の方々 没年不明